# 花莲兔儿风
花莲兔儿风（学名：Ainsliaea paucicapitata）是菊科兔儿风属的植物，为台灣特有植物。分布在台湾海拔3,000米的地区，见于山地，目前尚未由人工引种栽培。